# غوردون بانشافت
غوردون بانشافت (بالإنجليزية: Gordon Bunshaft) (و. 1909 – 1990 م) هو مهندس معماري من الولايات المتحدة الأمريكية . ولد في بوفالو، نيويورك .
وهو عضو في الأكاديمية الأمريكية للفنون والعلوم .
توفي في مدينة نيويورك .

## التعليم
تعلم في معهد ماساتشوست للتكنولوجيا

## أعمال بارزة
من أهم أعماله Lever House، وSolow Building، وWarren McGuirk Alumni Stadium

## جوائز
حصل على جوائز منها:
- جائزة بريتزكر (1988).